# Engelschalk I d'Austria
Engelschalk I d'Austria (... – 871) fu conte di Traungau e margravio della marca Orientale (comes terminalis Marchae Orientalis) dall'857 alla sua morte assieme al fratello Guglielmo.
Sotto il loro governo, la marca orientale occupava un'area lungo il fiume Danubio, dal fiume bavarese Traun fino a Szombathely e il fiume Rába, compreso il bacino di Vienna. Figli di Guglielmo I di Traungau, Engelschalk e suo fratello Guglielmo furono partigiani di Carlomanno di Baviera, figlio del re dei Franchi Orientali Ludovico il Germanico. I fratelli caddero insieme in una battaglia combattuta nell'anno 871 tra le truppe franche e l'esercito della Grande Moravia, governata dal re Svatopluk I, conflitto scaturito da una ribellione dei moravi alla supremazia franca. Come successore dei due fratelli, Ludovico il Germanico scelse Aribo d'Austria. Tuttavia, Engelschalk II, figlio di Engelschalk, guidò i loro eredi in una ribellione contro Aribo svoltasi tra l'882 e l'884.